# George P. Barker
George Payson Barker (* 25. Oktober 1807 in Rindge, Cheshire County, New Hampshire; † 27. Januar 1848 in Buffalo, New York) war ein US-amerikanischer Jurist und Politiker. Er war von 1842 bis 1845 Attorney General von New York.

## Privatleben
Die Kindheit von George Payson Barker war vom Britisch-Amerikanischen Krieg überschattet. Von 1823 bis 1826 besuchte er das Amherst College in Amherst (Massachusetts). Danach ging er auf das Union College in Schenectady (New York), wo er 1827 graduierte. Während dieser Zeit studierte er Jura bei Alonzo C. Paige in Schenectady und nach seinem Abschluss bei Stephen G. Austin in Buffalo. Seine Zulassung als Anwalt erhielt er 1830. Danach praktizierte er bis 1832 als Partner von Stephen G. Austin und von 1832 bis 1836 als Partner von John T. Hudson. Während dieser Zeit heiratete er 1834 Abby Coit. Von 1837 bis 1839 praktizierte er mit Seth E. Sill und Seth C. Hawley zusammen, dann von 1839 bis Juli 1847 nur mit Sill und zuletzt mit George Coit junior. Die Wirtschaftskrise von 1837 und der Mexikanisch-Amerikanische Krieg überschatteten diese Jahre.

## Politische Laufbahn
1828 trat er den Jacksonians bei, später wurde er ein Demokrat. Er wurde im Juni 1829 zum Clerk in der Village von Buffalo ernannt. 1831 kandidierte er für einen Sitz in der New York State Assembly, erlitt aber eine Niederlage gegenüber einen Kandidaten von der Anti-Masonic Party. Er wurde dann 1832 zum ersten Attorney der City von Buffalo ernannt und später zum Bezirksstaatsanwalt im Erie County – ein Posten, den er bis zu seinem Rücktritt im Dezember 1836 innehatte. 1834 kandidierte er für einen Sitz im Kongress, erlitt aber eine Niederlage gegenüber Thomas C. Love von der Anti-Masonic Party.
Er saß 1836 für das Erie County in der New York State Assembly. Am 31. Januar 1838 trat er mit dem Dienstgrad eines Captains in die Miliz von New York ein. Am 12. Februar 1838 wurde er Major, am 14. August 1838 Lieutenant Colonel und im Juni 1839 Brigadegeneral der 8. Brigade. Er trat 1842 aus der Miliz aus, um seinen Posten als Attorney General von New York anzutreten. 1840 kandidierte er für das Amt als Bürgermeister von Buffalo, erlitt aber in einem engen Rennen eine Niederlage gegenüber Sheldon Thompson von der Whig Party. Bei der Wahl entfielen 1.135 Stimmen an Thompson und 1.125 Stimmen an Barker. Von 1846 bis 1847 war er erneut Bezirksstaatsanwalt im Erie County.